# Pré-Saint-Didier
Pré-Saint-Didier  (Pré-Sèn-Lédjé valle d'aostai patois dialektusban; 'Pré-Saint-Didier-les-Bains'-a Szárd Királyság korában, San Desiderio Terme 1939-től 1946-ig)Olaszország Valle d’Aosta régiójának egy községe. Népszerű kiránduló- és pihenőhely.

## Történelme
Már a római korban is lakott terület volt Aræbrigium néven, és már ekkor ismerték hőforrásait, ám azok kiaknázását csak a 17. század közepén kezdték meg.

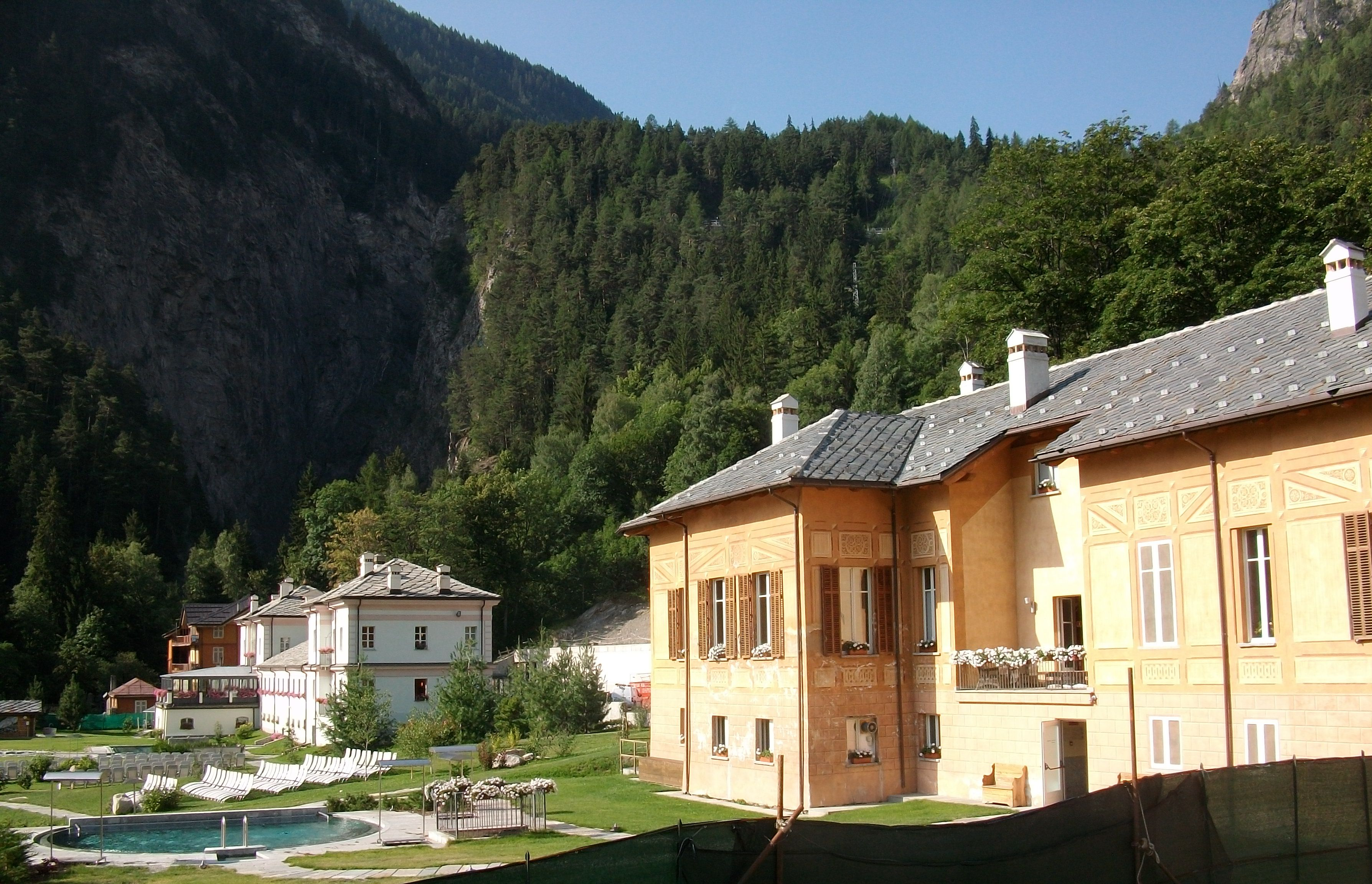
A fürdő ma is sok látogatót vonz

A fürdő megépítése 1834-re nyúlik vissza, majd 1888-ban elkészült a kaszinó is, ma mindkét intézmény egy komplexumon ( a fürdőn) belül működik.
Több mint 150 évig a fürdő volt az olasz királyi család egyik legkedveltebb úti célja.

## Gazdaság
Fő bevételi forrása a fürdőhöz kapcsolódó idegenforgalom.

## Népesség
A település lakossága az elmúlt években az alábbi módon változott:
| Lakosok száma | 1029 | 1025 | 980  |
|               | 2017 | 2018 | 2023 |